# Спецвипуск опівночі
«Спецвипуск опівночі» (англ. Midnight Special) — американський науково-фантастичний фільм-трилер, знятий Джеффом Ніколсом. Світова прем'єра стрічки відбулася 12 лютого 2016 року на Берлінському міжнародному кінофестивалі. Фільм розповідає про батька та сина, яким доводиться переховуватися через надприродні здібності останнього.

## У ролях
- Майкл Шеннон — Рой Томлін
- Джоел Едгертон — Лукас
- Кірстен Данст — Сара Томлін
- Адам Драйвер — Пол Сев'є
- Джейден Мартелл — Альтон
- Сем Шепард — пастор Кальвін Мейєр
- Білл Кемп — Доак
- Скотт Гейз — Леві

## Нагороди та номінації
| Список нагород та номінацій           | Список нагород та номінацій               | Список нагород та номінацій | Список нагород та номінацій          | Список нагород та номінацій | Список нагород та номінацій |
| Кінопремія                            | Дата церемонії                            | Категорія                   | Номінант(и)                          | Результат                   | Дж                          |
| ------------------------------------- | ----------------------------------------- | --------------------------- | ------------------------------------ | --------------------------- | --------------------------- |
| Асоціація кінокритиків Остіна         | 28 грудня 2016                            | Найкращий остінський фільм  | «Спецвипуск опівночі»                | Номінація                   | [ 2 ] [ 3 ]                 |
| Берлінський міжнародний кінофестиваль | 21 лютого 2016                            | «Золотий ведмідь»           | «Спецвипуск опівночі»                | Номінація                   |                             |
| Церемонія вручення нагороди «Сатурн»  | 43-я церемонія вручення нагороди «Сатурн» | «Сатурн»                    | Найкращий науково-фантастичний фільм | Номінація                   | [ 4 ]                       |